# Paracalliactis lacazei
Paracalliactis lacazei is een zeeanemonensoort uit de familie Hormathiidae.
Paracalliactis lacazei is voor het eerst wetenschappelijk beschreven door Dechancé & Dufaure in 1959.